# Darlingtonie kalifornská
Darlingtonie kalifornská (Darlingtonia californica) je jediný druh botanického rodu darlingtonie (Darlingtonia), řazeného do čeledi špirlicovité (Sarraceniaceae). Darlingtonie kalifornská je masožravá rostlina rostoucí na malém území v Severní Americe (Kalifornii, Oregonu).

## Historie
Na úbočí hory Mt. Shasta v Kalifornii byla v roce 1841 objevena botaniky provázející výpravu kapitána Wilkense. Americký botanik John Torrey z těchto prvních zvláštních exemplářů rozpoznal dosud neznámý rod a později jej pojmenoval a popsal. Díky přátelství vědců Darlingtona a Torreyho pojmenoval Torrey nově objevený rod Darlingtonie ale neuvědomil si, že tak již učinil u dvou druhů či rodů a tudíž bylo pojmenovaní dle nomenklaturních pravidel neplatné. V roce 1891 byla Darlingtonie přejmenována na Chrysamfora profesorem Greenem. Původní pojmenování však bylo již natolik zažité, že v roce 1954 Mezinárodní botanický kongres rozhodl o návratu k původnímu názvu Darlingtonia.

## Charakteristika
Darlingtonie kalifornská je vytrvalá, v přírodě téměř 90 cm vysoká rostlina, příznačná svými nezaměnitelnými, zajímavými až bizarními láčkami se zvláštně tvarovaným přívěskem u vstupního otvoru, který se podobá rozeklanému rybímu ocasu. Pro jejich vzhled, připomínající vztyčenou hlavu kobry, bývá také nazývána „kobří lilie“ (z anglického označení Cobra Lilly).
Láčky Darlingtonie vyrůstají ze ztloustlého, mělce uloženého oddenku, na jehož koncové části vytvářejí růžici. Jednotlivé láčky jsou od své báze postupně šroubovitě zkroucené až o 180° tak, že je vstupní otvor a tedy ústí pasti směrováno k vnějšímu obvodu růžice. Láčky mají po celé délce lamelovité křídlo, které vede od spodní části ke vstupnímu otvoru. Ten je umístěn naspodu hlavic, jimiž je láčka ve své horní části ukončena a které mohou u exemplářů, rostoucí na přirozených nalezištích, dosahovat 12–15 cm v průměru. Podél křídla a na přívěsku jsou četná nektária, jejichž sladkým nektarem je kořist naváděna k ústí láčky. Hlavice a část trubicovité láčky je díky četným prosvítavým okénkům (fenestrace neboli areoly) prosvětlena a vytváří pro nic netušící hmyz iluzi volného prostoru. Jakmile se však například moucha nebo mravenec při olizování sladkého nektaru dostanou příliš daleko do nitra hlavice, cesta zpět je přes četné, ke spodní části láčky směřující chloupky prakticky nemožná. Délka a hustota chloupků se směrem dolů k bázi láčky zvětšuje, přičemž ve spodní části bývá malé množství tekutiny obsahující velké množství mikroorganismů (především bakterií).
Množství trávicích enzymů produkovaných rostlinou je zanedbatelné a rozklad těl kořisti je téměř výhradně zajišťován prostřednictvím enzymů, které produkují mikroorganismy. Produkty rozkladných procesů jsou následně vstřebávány rostlinou.

### Květy darlingtonie
Vyrůstají na až 1 metr vysokých květních stvolech a v mnohém se podobají květům příbuzných špirlic. Na rozdíl od špirlic, u kterých se v době kvetení rozevírají lístky kališní i korunní, hnědofialová koruna květů darlingtonie zůstává nerozevřená a podobá se spíše poupěti, shora chráněnému rozevřeným kalichem. Ve vyzrálém semeníku se vytváří větší počet hnědých, asi 2–3 mm velkých semen, jejichž osemení je pokryto okem viditelnými věžatými výrůstky. Semena velice dobře plavou na vodní hladině a jsou nesmáčivá (po delší doba nesají vodu, ani po několika dnech se do vody neponoří).

## Stanoviště
Darlingtonie rostou na různých typech stanovišť, v různých nadmořských výškách a mnohdy ve zcela odlišných lokálních (místních) podmínkách. Např. v oblasti Siskiyou Mountains rostou populace rostlin pouze poblíž tekoucích vod, jinde pak v bažinách s koberci rašeliníku, rašelině, ve štěrkových náplavech vzniklých zvětráváním hadců nebo na březích tůněk apod. Velmi zřídka roste darlingtonie v rašeliništích se stagnující (stojatou) vodou. Daleko nejčastěji bývají rostliny vázány na mikroklima, vytvářené horskými toky a prameništi. Rostou také v potočních náplavech, teplota a vlhkost substrátu je vyrovnávána protékající vodou, která jej promývá, zvlhčuje a ochlazuje i v nejteplejších letních dnech na teploty většinou pod 15 °C. Blízkost oceánu a případně i vysokohorská poloha zajišťují vysokou vzdušnou vlhkost také v době letního sucha.
Darlingtonia roste v přímořských nížinných polohách téměř až na úrovni moře, ale také na horských úbočích vystavených západnímu, oceánskému proudění vlhkého vzduchu, kde vystupuje až do horských poloh kolem 2800 m n. m. Toto území je charakteristické obdobím se zimními dešti a letním obdobím sucha, která trvá jeden až čtyři měsíce. V severnějších a vysokohorských polohách bývají rostliny během zimy pod pokrývkou sněhu, zatímco rostliny s populací rostoucí v nižších nadmořských výškách jsou zřídkakdy vystaveny slabému mrazu (teploty mohou být v rámci areálu darlingtonie značně rozdílné a např. v Sierra Nevadě ve výšce 1900 m n. m. činí teplotní průměr nejstudenější měsíce −2 °C, zatímco v nížinách se mohou průměrné teploty pohybovat až kolem 8 °C). Také roční úhrn srážek se v rámci areálu darlingtonie velmi různí a je v rozmezí přibližně od 500 do 2000 mm. Společně s darlingtonií rostou na některých lokalitách také jiné druhy masožravých rostlin jako například rosnatka okrouhlolistá (Drossera rotundifolia), tučnice obecná (Pinguicula vulgaris).
V literatuře bývá někdy uváděno, že se darlingtonie vyskytují také v oblastech, které jsou postihovány občasnými požáry. Působení vysokých teplot rostliny přežívají pomocí oddenku, přičemž oheň likviduje také okolní vegetaci coby konkurenci a připravuje se tak na příhodné podmínky pro klíčení semen a uchycení semenáčků.

### Výskyt
Jak již dává tušit druhové jméno „kalifornská“, je domovinou této obdivuhodné rostliny mimo jiné také část státu Kalifornie (USA), kde byla tato rostlina také objevena. Darlingtonie svým výskytem vázaná na asi 160 km dlouhý pás pobřeží od města Roseburg v jihozápadní části státu Oregon až k městu Santa Rosa v severní Kalifornii.

## Pěstování
Pěstování darlingtonie má svá úskalí ale je považována za poměrně snadno pěstovanou masožravou rostlinu. Kultivační podmínky jsou až na některá specifika v mnohém srovnatelné s podmínkami pro pěstování špirlic.

### Nádoby
V přírodě darlingtonie bývají obvykle používány dostatečně objemné nádoby z pálené hlíny, které umožňují odpařování vody z jejich povrchu (částečně se tak nádoby ochlazují). Plastové květináče jsou také vhodné, přičemž se pro udržení nižší teploty v substrátu obalují např. hliníkovou fólií pro zvýšení odrazivosti dopadajících slunečních paprsků nebo se umisťují do větších, živým rašeliníkem vyplněných květináčů.

### Substrát
Rostliny se nejčastěji pěstují ve vzdušnějších substrátech které lze získat smícháním rašeliny a perlitu, keramzitu a nebo žulové drti. Na povrchu substrátu kolem zasazených rostlin překrýt rašeliníkem.

### Světlo
Maximální možné osvětlení, ale rostliny snáší také polostín. Darlingtonie si nepotrpí na vysoké teploty zvláště v horkých dnech (dojde k přehřívání rostliny, hlavně pak substrátu). Ve vyhřátých sklenících lze rostlinu ochránit předstíněním.

### Teplota
Při kultivaci darlingtonie je především důležitá teplota substrátu, která by se měla i v teplejším období optimálně pohybovat kolem 18 °C. V horkých letních dnech lze optimální teplotu substrátu udržovat častým proléváním studenou vodou či přidáváním kousku ledu na povrch nebo pomocí trsů rašeliníku, jimiž je možno květináč s rostlinou obložit. Aklimatizované rostliny krátkodobě snáší v letním období teploty až ke 30 °C, v zimě od 0 do 10 °C, přičemž je také možno pěstovat rostliny celoročně venku, například na venkovním rašeliništi.

### Vlhkost
Rostliny vyžadují po celý rok stálou relativní vlhkost vzduchu okolo 60–80 %. Je nutné udržovat substrát stále vlhký ale neměly by stát trvale ve vodě.

### Rozmnožování
Z oddenku samovolně odnožují stolony (výběžky), které prorůstají pod povrchem substrátu a na jejichž koncových částech po vynoření vyrůstají růžice nových jedinců. Méně častým způsobem je množení semeny který je náročný.

### Přesazování
Je vhodné pouze tehdy, kdy je na například starý substrát, malá velikost květináče a tak dále nejlépe v jarním období. Při přesazování nesmí dojít k porušení kořenového systému rostliny to znamená nejlépe alespoň s částí kořenového obalu.

### Hnojení
Díky přirozeně lapenému množství kořisti není hnojení životně nezbytné.

### Možné problémy
Nejčastějším problémem je zajištění optimálních světelných, teplotních a vlhkostních podmínek v různých obdobích roku, především pak zajištění optimální teploty a vlhkosti substrátu.

### Nemoci a škůdci
- plíseň šedá – napadá semenáčky dospělých jedinců[2]
- hniloba – napadá oddenek či vrcholové části (vyrůstají láčky), důvodem je přílišná vlhkost substrátu (např. květináč stojí trvale ve vodě)[2]
- mšice a puklice – napadá semenáčky dospělých rostlin, která se projevuje deformací láček[2]